# Streckfuß (Weberknecht)

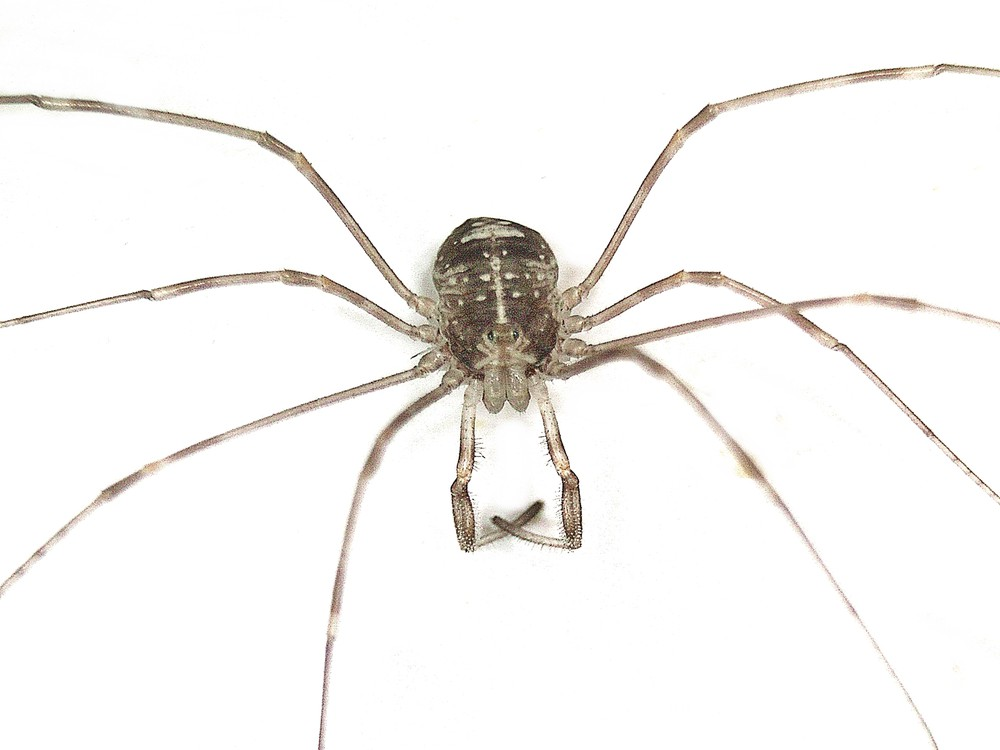
Ein Exemplar mit angelegter Apophyse

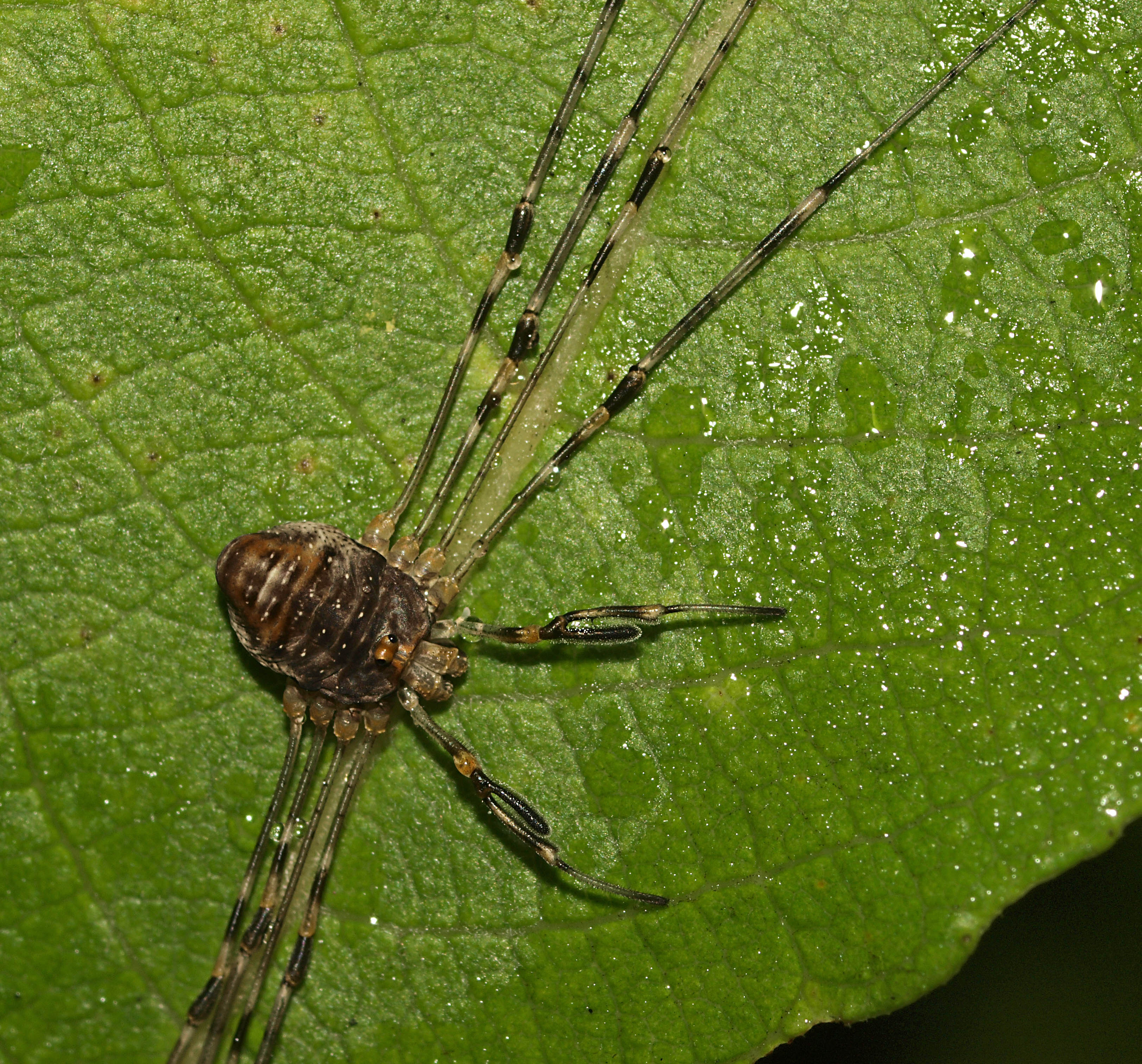
Ein relativ dunkel gefärbtes Exemplar

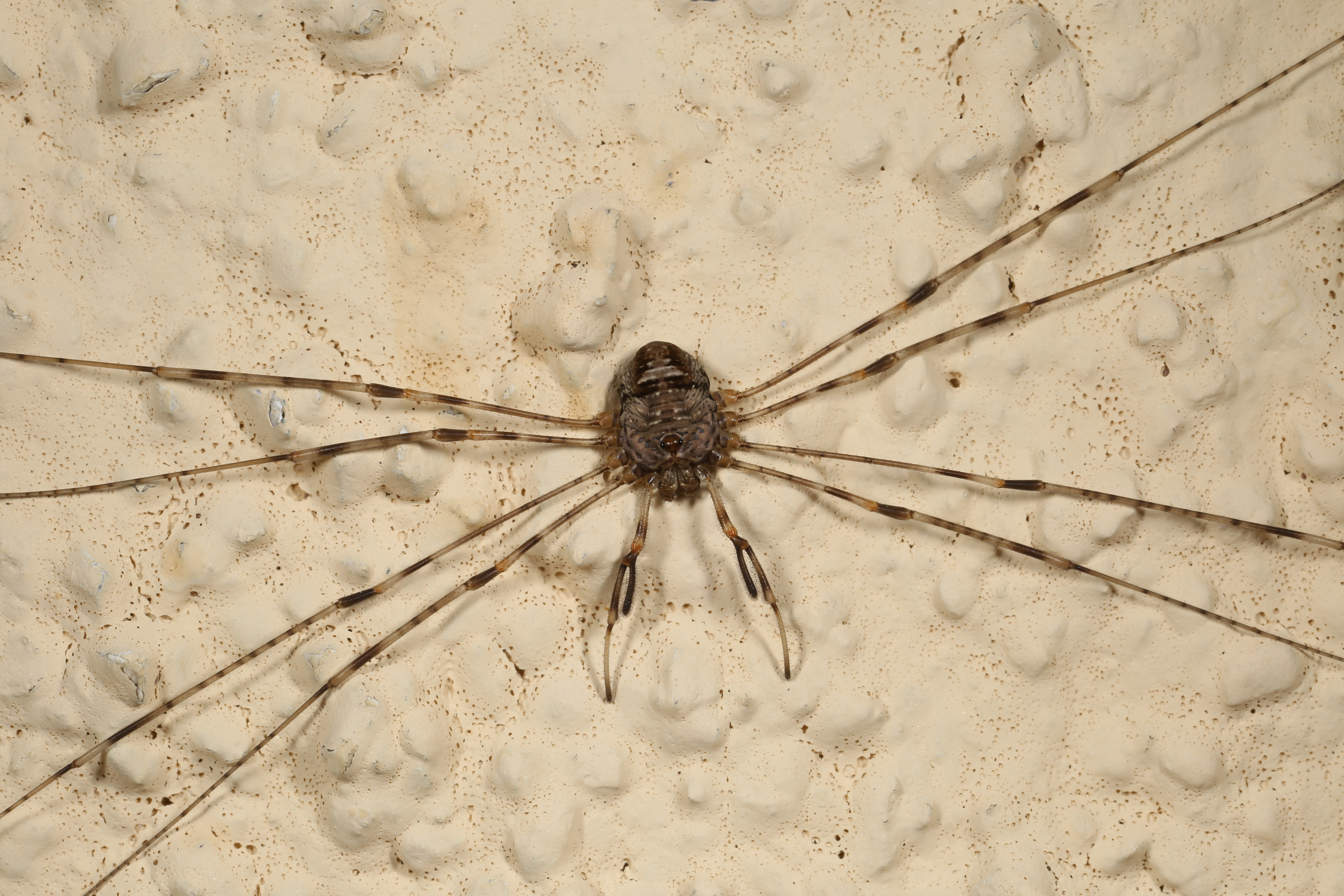
Ein Exemplar mit einer dunklen Querbinde auf dem Opisthosoma

Der Streckfuß (Dicranopalpus ramosus) ist eine Art der Weberknechte und in den westlichen Teilen Europas sowie Marokko beheimatet. Er breitet sich seit dem letzten Jahrhundert von seinem ursprünglichen Verbreitungsgebiet in Nordafrika und Südwesteuropa beständig Richtung Nordosten aus.

## Merkmale
Die Körperlänge beträgt bei den Männchen 3–4 mm und bei den Weibchen 4–6 mm. Die Grundfarbe des Körpers ist silbrig grau bis bräunlich. Darauf finden sich helle Punkte und zusätzlich entweder keine auffällige Zeichnung oder entweder ein dunkler Streifen quer über den Augen, ein dunkler Längsstreifen auf der Körpermitte oder ein dunkles Querband auf dem Hinterleib. Der Augenhügel ist doppelt so breit wie lang und tief gefurcht. Am hinteren Rand des Hinterleibs der Weibchen befindet sich ein großer Höcker. Sie sind außerdem heller und kontrastreicher gefärbt als die Männchen. Die Beine werden bis zu 5 cm lang, sind geringelt und werden in der Ruheposition seitlich weggestreckt. Die Pedipalpen sind etwa körperlang und auffällig gegabelt. Der kleinere Auswuchs dieser Gabelung wird Apophyse genannt und ist ein gutes Erkennungsmerkmal der in den meisten Fällen relativ einfach zu erkennenden Art. Jedoch ist die überwiegend in den Alpen verbreitete Art Dicranopalpus gasteinensis sehr ähnlich.

## Verbreitung und Lebensraum
Ähnlich wie der Atlantische Dreizackkanker bevorzugt der Streckfuß Ozeanisches Klima und ist daher überwiegend an den europäischen Atlantikküsten und in Westeuropa verbreitet. Das Verbreitungsgebiet reicht von der Atlantikküste im Norden Portugals und Spaniens über die Pyrenäen und nahezu alle Teile Frankreichs bis nach Großbritannien und Irland im Nordwesten. Östlich davon lebt die Art in Teilen der westlichen Schweiz, in Belgien, Luxemburg und den Niederlanden, im westlichen und nördlichen Deutschland, Dänemark, den westlichsten Teilen Polens und den südlichen Küstengebieten Norwegens und Schwedens inklusive Gotland. Darüber hinaus lebt die Art in Marokko, wo sie auch ursprünglich beschrieben wurde.
Die Art breitet sich seit Mitte des 20. Jahrhunderts zunehmend nach Nordosten aus. Deutschland, Dänemark, Schweden, Norwegen und Polen wurden dabei erst im 21. Jahrhundert besiedelt, Irland und die Beneluxländer in den 1990er-Jahren. Es wird angenommen, dass sich die Art nicht aktiv ausbreitet, sondern durch Verkehr und den Handel mit Pflanzen in neue Gebiete eingeschleppt wird. In Deutschland ist die ursprünglich selten zu findende Art mittlerweile gebietsweise recht häufig geworden.
Der Streckfuß lebt überwiegend auf Bäumen und Gebüschen, findet sich darüber hinaus aber auch in der Krautschicht. Er lebt häufig synanthrop in Siedlungen und Gärten, ruht gerne an Mauern und verirrt sich manchmal auch in Gebäude.

## Lebensweise
Juvenile Tiere finden sich ab Mitte Juli, adulte Tiere ab Mitte August und bis Ende Februar. Die Hauptaktivitätsperiode liegt aber zwischen September und Dezember. Als Nahrung dienen kleine Gliederfüßer.

## Taxonomie
Die Art wurde 1909 von Eugène Simon unter dem Namen Dicranochirus ramosus erstbeschrieben.